# Piorun (film)
Piorun (ang. Bolt, 2008) – film animowany ze studia Walt Disney Animation Studios. Premiera filmu w Polsce odbyła się 28 listopada 2008 roku. Film dostępny także w wersji 3-D. Film był nominowany do Oscara w kategorii Najlepszy film animowany.

## Fabuła
Piorun jest gwiazdą Hollywood – psim aktorem, który wciela się w postać superbohatera. Gra w kultowym serialu wraz ze swoją panią-Penny. Kiedy przypadkowo trafia do Nowego Jorku i rozpoczyna podróż przez cały kraj, wierzy, że rzeczywiście posiada magiczne moce – tak jak grana przez niego postać. Dzięki tej niezwykłej przygodzie Piorun odkryje, że aby być prawdziwym bohaterem nie potrzeba cudownych mocy, ani magii.

## Obsada
- John Travolta – Piorun
- Miley Cyrus – Penny
- Chloë Moretz – młoda Penny
- Susie Essman – Marlena
- Mark Walton – Atylla
- James Lipton – reżyser
- Malcolm McDowell – dr Ladazzo
- Nick Swardson – Gołąb #1
- J.P. Manoux – Gołąb #2
- Dan Fogelman – Gołąb #3
- Diedrich Bader – kot
- Greg Germann – agent
- Kari Wahlgren – Mindy
- Kelly Hoover – Esther
- Grey DeLisle – mama Penny

## Wersja polska
Wersja polska: Sun Studio Polska

Reżyseria: Grzegorz Pawlak

Dialogi: Jan Jakub Wecsile

Dźwięk i montaż: Filip Krzemień

Tekst piosenki: Tomasz Robaczewski

Kierownictwo muzyczne: Kuba Badach

Kierownictwo produkcji: Beata Jankowska, Marcin Kopiec

Zgranie wersji polskiej: Shepperton International

Opieka artystyczna: Mariusz Arno Jaworowski

Produkcja polskiej wersji językowej: Disney Character Voices International, Inc.

W wersji polskiej udział wzięli:
- Borys Szyc – Piorun
- Julia Kunikowska – Penny
- Sonia Bohosiewicz – Marlena
- Tomasz Karolak – Atylla
- Wojciech Paszkowski − reżyser
- Krzysztof Stelmaszyk − dr Ladazzo
- Krzysztof Kowalewski – Gołąb #1
- Jerzy Kryszak – Gołąb #2
- Robert Górski – Gołąb #3
- Izabela Kuna – Mindy
- Stanisława Celińska − Esther
- Małgorzata Potocka − mama Penny

oraz
- Karol Strasburger
- Roch Siemianowski
- Tomasz Steciuk
- Andrzej Chudy
- Tomasz Dutkiewicz
- Dariusz Szpakowski
- Izabela Dąbrowska
- Katarzyna Łaska
- Joanna Pach
- Aneta Todorczuk-Perchuć
- Klementyna Umer
- Justyna Bojczuk
- Joanna Kopiec
- Andy Bird
- Jarosław Boberek
- Krzysztof Cybiński
- Krzysztof Dracz
- Jan Jurewicz
- Zbigniew Konopka
- Cezary Kwieciński
- Cezary Nowak
- Sławomir Pacek
- Miłogost Reczek
- Janusz Wituch
- Karol Wróblewski

Wykonanie piosenki „Tam, gdzie na mnie czekasz”: Joanna Włodarska dzięki uprzejmości firmy Kayax